# 人見明
人見 明（ひとみ あきら、1922年11月16日 - 2015年8月15日）は、日本のミュージシャン・俳優・声優。東京府東京市出身。本名は荘加 政雄。

## 経歴
海軍兵役を経て、1946年2月に「人見明とスイング・ボーイズ」を結成する。音楽活動の傍ら、映画等で活躍する。特に東宝クレージー映画になくてはならない名脇役で、全30作中、人見は21作に出演。とりわけ『日本一の色男』（1963年）で、植木等演じる主人公に対し、独特の表情とともに言い放った「……バカ」は、以降のクレージー映画でのお約束となった。また『日本一のゴリガン男』（1966年）では、植木と共に「シビレ節」「おてもやん」を歌い踊っている。
演劇を中心に活躍。北島三郎特別公演には白木みのる・白木万理らとともに常連として出演した。
東北弁を多用し、昭和30〜40年代には福島県のローカルCM『相馬あられ』で流暢な相馬弁を披露していた。

## 出演

### 映画
- ニッポン無責任時代 （1962年） - 健吉
- ニッポン無責任野郎 （1962年） - 幕田常務
- 日本一の色男 （1963年） - 浦和営業部長
- 香港クレージー作戦 （1963年） - ラクダビール営業部員 上野
- 日本一のホラ吹き男 （1964年） - 本多宣伝課長
- ホラ吹き太閤記 （1964年） - 柴田勝家
- 日本一のゴマすり男 （1965年） - 山根係長
- 大冒険 （1965年） - パトカーの警官
- 日本一のゴリガン男 （1966年） - 石亀営業課長
- 怒濤一万里 （1966年） - 安原
- クレージー大作戦 （1966年） - ホテルに来る警官
- 幕末てなもんや大騒動 （1967年）- 源助
- クレージーだよ天下無敵 （1967年） - 伊賀調査室長
- クレージー黄金作戦 （1967年） - ロス支店長 関口
- クレージーの怪盗ジバコ （1967年） - 琵琶湖の警官
- 日本一の男の中の男 （1967年） - 丸菱造船営業部長
- クレージーメキシコ大作戦 （1968年） - 酔っ払い保護センターの警官
- クレージーのぶちゃむくれ大発見 （1969年） - 中島資材部長
- クレージーの大爆発 （1969年） - 志村貸付課長
- コント55号 人類の大弱点 （1969年） - 高橋主任
- 日本一のヤクザ男 （1970年） - 仲裁の警官
- 喜劇 あゝ軍歌 （1970年） - 軍医
- どですかでん （1970年） - みさおに声をかける男
- 日本一のワルノリ男 （1970年） - 矢沢課長
- 若大将対青大将 （1971年） - 平岡課長
- だまされて貰います （1971年） - 井上農協理事長
- 日本一のショック男 （1971年） - 角田
- 人間革命 （1973年） - 受付係の警官
- ルパン三世 念力珍作戦 （1974年） - 大岡刑事
- 男はつらいよ 花も嵐も寅次郎 （1982年） - 友男
- 男はつらいよ 旅と女と寅次郎 （1983年） - 食堂の親父
- 男はつらいよ 口笛を吹く寅次郎 （1983年） - 柴又駅員
- 男はつらいよ 夜霧にむせぶ寅次郎 （1984年） - 理容店店主
- 男はつらいよ 柴又より愛をこめて（1985年）- 麒麟堂
- キネマの天地（1986年）- 帝国館支配人
- 男はつらいよ 寅次郎の休日（1990年）- 釣り人
- 男はつらいよ 寅次郎の縁談（1993年）- 寝台特急の乗客

etc.

### テレビドラマ
- ブラザー劇場 / 新吾十番勝負（1967年、TBS / 松竹テレビ室）第33話「くれない三度笠」- 金沢市十郎
- エプロンおばさん 第2期（1967年 - 1968年、NTV）
- 五人の野武士 （1968年 - 1969年、NTV / 三船プロ） - 伊賀良五兵衛
- 人形佐七捕物帳 第18話「死のかぞえ唄」（1971年、NET） - いなりの与平次
- 時間ですよ 第2シリーズ （1971年 - 1972年、TBS）
- 水滸伝 （1973年、日本テレビ） - 董超
- 伝七捕物帳 第102話「十手目が王手」（1976年、NTV）- 八さん
- 気まぐれ本格派 第4話「ワン・ダフル花嫁さん」（1977年、日本テレビ / ユニオン映画）
- 破れ新九郎 第18話「血涙、地獄の子連れ狼」（1979年、テレビ朝日 / 中村プロダクション） - 紋兵衛
- 江戸の牙 第4話「逆転! 八万両の行方」（1979年、テレビ朝日 / 三船プロダクション） - コモ八
- 鬼平犯科帳 第3シリーズ 第16話「深川・千鳥橋」（1982年、テレビ朝日 / 東宝） - 己斐の文助
- 事件記者チャボ! 第10話「チャボに恋したイジワル婆ちゃん」（1984年、NTV / ユニオン映画） - 真崎

etc.

### 演劇
- ゆかいな海賊大冒険 （1982年・1983年・1984年） - ペパロニ (侍従長)
- 酔いどれ公爵 （1985年） - ラザール爺

etc.

### アニメ
- 海底3万マイル （1970年、東映動画） - タトル[6]
- ドボチョン一家の幽霊旅行 （1972年、NET） - ドボチョン伯爵

### 吹き替え
- 大いなる西部（1973年、NET旧版）ラモン・グティエレス - アルフォンソ・ベドヤ